# تپه آق دره
تپه آق دره مربوط به دوره اشکانیان - دوره ساسانیان - سده‌های اولیه دوران‌های تاریخی پس از اسلام است و در شهرستان ساوه، بخش مرکزی، دهستان شاهسون کندی، مزرعه آق دره واقع شده و این اثر در تاریخ ۷ خرداد ۱۳۸۷ با شمارهٔ ثبت ۲۲۹۹۴ به‌عنوان یکی از آثار ملی ایران به ثبت رسیده است.